# 那覇都市圏
那覇都市圏（なは としけん）とは、沖縄県那覇市を中心とする都市圏のこと。2010年国勢調査による都市圏人口は約83万人。

## 概要
沖縄本島を北・中・南の3つに分けて広域行政圏のうち、那覇市を中心とした「南部広域市町村圏」の市町村と、宜野湾市、西原町、中城村が那覇都市圏に該当する。これらの地域は、面積が 50 km2 を超える地方自治体が1つもなく、三大都市圏並みの人口密度を擁する自治体が集中している。ゆえに狭い範囲に多くの人が居住しているのが那覇都市圏の特徴といえ、沖縄最大の都市圏を形成している。
なお、地方での人口減少が深刻な問題になっている今日においても、那覇市周辺では人口増加が著しく（那覇市そのものでは微増の傾向にある）、2016年10月現在の都市雇用圏（2010年基準）の人口は86万2千人を超える。

## 定義

### 広域行政圏
沖縄本島を北・中・南の3つに分けて広域行政圏がつくられている。那覇市を中心とする南部では「南部広域市町村圏事務組合」が設置されている。
南部広域市町村圏
- 浦添市
- 那覇市
- 豊見城市
- 糸満市
- 南城市
- 島尻郡（与那原町・南風原町・八重瀬町）

### 都市雇用圏
那覇市と浦添市を中心都市とする都市圏の人口は約83万人（2010年国勢調査基準）。沖縄本島内の宜野湾市より南にある全自治体が含まれる。概ね10%通勤圏であり、詳しくは「都市雇用圏」参照。
都市雇用圏（10%通勤圏）の変遷
- 「★」は中部広域市町村圏の構成自治体を示す。その他は南部広域市町村圏の構成自治体。

| 自治体 ('80) | 1980年                 | 1990年                 | 1995年                 | 2000年                 | 2005年                 | 2010年                 | 2015年                 | 自治体 （'15） |
| ------------ | ---------------------- | ---------------------- | ---------------------- | ---------------------- | ---------------------- | ---------------------- | ---------------------- | -------------- |
| 北谷町       | 沖縄 都市圏            | 沖縄 都市圏            | 沖縄 都市圏            | 沖縄 都市圏            | 沖縄 都市圏            | 那覇 都市圏 83万0525人 | 沖縄 都市圏            | 北谷町 ★       |
| 中城村       | 那覇 都市圏 61万6010人 | 那覇 都市圏 69万2229人 | 那覇 都市圏 72万7536人 | 那覇 都市圏 74万6762人 | 那覇 都市圏 77万9726人 | 那覇 都市圏 83万0525人 | 那覇 都市圏 83万0532人 | 中城村 ★       |
| 宜野湾市     | 那覇 都市圏 61万6010人 | 那覇 都市圏 69万2229人 | 那覇 都市圏 72万7536人 | 那覇 都市圏 74万6762人 | 那覇 都市圏 77万9726人 | 那覇 都市圏 83万0525人 | 那覇 都市圏 83万0532人 | 宜野湾市 ★     |
| 西原町       | 那覇 都市圏 61万6010人 | 那覇 都市圏 69万2229人 | 那覇 都市圏 72万7536人 | 那覇 都市圏 74万6762人 | 那覇 都市圏 77万9726人 | 那覇 都市圏 83万0525人 | 那覇 都市圏 83万0532人 | 西原町 ★       |
| 浦添市       | 那覇 都市圏 61万6010人 | 那覇 都市圏 69万2229人 | 那覇 都市圏 72万7536人 | 那覇 都市圏 74万6762人 | 那覇 都市圏 77万9726人 | 那覇 都市圏 83万0525人 | 那覇 都市圏 83万0532人 | 浦添市         |
| 那覇市       | 那覇 都市圏 61万6010人 | 那覇 都市圏 69万2229人 | 那覇 都市圏 72万7536人 | 那覇 都市圏 74万6762人 | 那覇 都市圏 77万9726人 | 那覇 都市圏 83万0525人 | 那覇 都市圏 83万0532人 | 那覇市         |
| 与那原町     | 那覇 都市圏 61万6010人 | 那覇 都市圏 69万2229人 | 那覇 都市圏 72万7536人 | 那覇 都市圏 74万6762人 | 那覇 都市圏 77万9726人 | 那覇 都市圏 83万0525人 | 那覇 都市圏 83万0532人 | 与那原町       |
| 南風原町     | 那覇 都市圏 61万6010人 | 那覇 都市圏 69万2229人 | 那覇 都市圏 72万7536人 | 那覇 都市圏 74万6762人 | 那覇 都市圏 77万9726人 | 那覇 都市圏 83万0525人 | 那覇 都市圏 83万0532人 | 南風原町       |
| 豊見城村     | 那覇 都市圏 61万6010人 | 那覇 都市圏 69万2229人 | 那覇 都市圏 72万7536人 | 那覇 都市圏 74万6762人 | 那覇 都市圏 77万9726人 | 那覇 都市圏 83万0525人 | 那覇 都市圏 83万0532人 | 豊見城市       |
| 糸満市       | 那覇 都市圏 61万6010人 | 那覇 都市圏 69万2229人 | 那覇 都市圏 72万7536人 | 那覇 都市圏 74万6762人 | 那覇 都市圏 77万9726人 | 那覇 都市圏 83万0525人 | 那覇 都市圏 83万0532人 | 糸満市         |
| 東風平町     | 那覇 都市圏 61万6010人 | 那覇 都市圏 69万2229人 | 那覇 都市圏 72万7536人 | 那覇 都市圏 74万6762人 | 那覇 都市圏 77万9726人 | 那覇 都市圏 83万0525人 | 那覇 都市圏 83万0532人 | 八重瀬町       |
| 具志頭村     | 那覇 都市圏 61万6010人 | 那覇 都市圏 69万2229人 | 那覇 都市圏 72万7536人 | 那覇 都市圏 74万6762人 | 那覇 都市圏 77万9726人 | 那覇 都市圏 83万0525人 | 那覇 都市圏 83万0532人 | 八重瀬町       |
| 佐敷町       | 那覇 都市圏 61万6010人 | 那覇 都市圏 69万2229人 | 那覇 都市圏 72万7536人 | 那覇 都市圏 74万6762人 | 那覇 都市圏 77万9726人 | 那覇 都市圏 83万0525人 | 那覇 都市圏 83万0532人 | 南城市         |
| 知念村       | 那覇 都市圏 61万6010人 | 那覇 都市圏 69万2229人 | 那覇 都市圏 72万7536人 | 那覇 都市圏 74万6762人 | 那覇 都市圏 77万9726人 | 那覇 都市圏 83万0525人 | 那覇 都市圏 83万0532人 | 南城市         |
| 玉城村       | 那覇 都市圏 61万6010人 | 那覇 都市圏 69万2229人 | 那覇 都市圏 72万7536人 | 那覇 都市圏 74万6762人 | 那覇 都市圏 77万9726人 | 那覇 都市圏 83万0525人 | 那覇 都市圏 83万0532人 | 南城市         |
| 大里村       | 那覇 都市圏 61万6010人 | 那覇 都市圏 69万2229人 | 那覇 都市圏 72万7536人 | 那覇 都市圏 74万6762人 | 那覇 都市圏 77万9726人 | 那覇 都市圏 83万0525人 | 那覇 都市圏 83万0532人 | 南城市         |

- 2002年4月1日、豊見城村が市制施行して豊見城市となった。
- 2006年1月1日、東風平町と具志頭村が新設合併して八重瀬町となった。
- 2006年1月1日、島尻郡の佐敷町、知念村、玉城村、大里村が新設合併して南城市となった。